# Paolo Maurensig
Paolo Maurensig (né à Gorizia le 26 mars 1943  et mort à Udine  le  29 mai 2021)  est un romancier italien, connu pour son livre Canone inverso (1996), un conte complexe d'un violon et de ses propriétaires.

## Biographie
Maurensig est né en 1943 à Gorizia, dans le nord de l'Italie.
Après avoir terminé ses études classiques, il quitte Gorizia pour Milan afin de travailler dans le domaine de l'édition, notamment comme agent commercial. Son premier livre, La variante di Lüneburg, a été publié après l'âge de 50 ans suivi du second  Canone inverso. 
Paolo Maurensig est mort à l'hôpital de Udine le 29 mai 2021.

## Critique
De Canone inverso, le New York Times Book Review a déclaré en 1999 que l'écriture de Maurensig, en particulier les récits imbriqués, rappelait des écrivains romantiques allemands comme Ernst Theodor Amadeus Hoffmann, Joseph von Eichendorff et Karen Blixen . Le critique Jonathan Keates a déclaré: « La beauté lugubre de cette histoire peu proportionnée et sobrement racontée doit beaucoup au sentiment que Maurensig donne subtilement que la solitude de Jeno est une espèce d'infection se communiquant à tous les autres personnages du livre. S'appuyant sur les techniques artistiques des XVIIe et XIXe siècles, il prononce un verdict sombre sur les différents types d'aliénation humaine créés par le XXe siècle. » National Public Radio a déclaré que le livre avait développé un « culte suivant ». Le roman est adapté en film en 1999 réalisé par Ricky Tognazzi avec Hans Matheson et Mélanie Thierry et avec une partition primée d'Ennio Morricone.

## Publications
- I saggi fiori e altri racconti, Edizioni Ippocampo, Milan, 1964.
- La variante di Lüneburg, Adelphi, Milan, 1993,  (ISBN 88-45-91819-X).
- Canone inverso, Arnoldo Mondadori Editore, Milan, 1996,  (ISBN 88-04-44892-X).
- L'ombra e la meridiana, Arnoldo Mondadori Editore, 1998, Milan,  (ISBN 88-04-44216-6).
- Venere lesa, Arnoldo Mondadori Editore, Milan, 1998; Rome, Theoria, 2019,  (ISBN 978-88-999-9772-4).
- Gianni Borta. Gesto, natura, azione, Maioli, 1998.
- L'uomo scarlatto, Arnoldo Mondadori Editore, Milan, 2001,  (ISBN 88-04-48821-2).
- Polietica. Una promessa, Marsilio Editore, Venise, 2003,  (ISBN 88-31-78281-9) - avec Riccardo Illy
- Il guardiano dei sogni, Arnoldo Mondadori Editore, Milan, 2003,  (ISBN 88-04-54976-9).
- Vukovlad - Il signore dei lupi, Arnoldo Mondadori Editore, Milan, 2006,  (ISBN 88-04-55033-3).
- Gli amanti fiamminghi, Arnoldo Mondadori Editore, Milan, 2008,  (ISBN 978-88-04-57374-6); Rome, Theoria, 2019,  (ISBN 978-88-999-9788-5).
- La tempesta - Il mistero di Giorgione, Morganti Editori, 2009,  (ISBN 978-88-95-91617-0).
- L'oro degli immortali, Morganti Editori, 2010,  (ISBN 978-88-959-1633-0).
- L'ultima traversa, Barbera, 2012; Barney, 2015,  (ISBN 978-88-986-9333-7); Rome, Theoria, 2018,  (ISBN 978-88-999-9744-1).
- Il golf e l'arte di orientarsi con il naso, Collana Scrittori italiani, Mondadori, Milan, 2012,  (ISBN 978-88-046-1596-5).
- L'arcangelo degli scacchi - vita segreta di Paul Morphy, Arnoldo Mondadori Editore, Milan, 2013,  (ISBN 978-88-04-62465-3).
- Amori miei e altri animali, Giunti Editore, Florence, 2014,  (ISBN 978-88-09-78782-7).
- Teoria delle ombre, Collana Fabula, Adelphi, Milan, 2015,  (ISBN 978-88-45-93025-6).
- Il Margrâf, Testo friulano, trad. A. Sandrini, Campanotto, 2016, (ISBN 978-88-456-1486-6).
- Il diavolo nel cassetto, Collana L'Arcipelago, Einaudi, Milan, 2018,  (ISBN 978-88-06-23666-3)
- Il gioco degli dèi, Collana Supercoralli, Einaudi, Turin, 2019,  (ISBN 978-88-062-4074-5)
- Pimpernel - Una storia d'amore, Collana Supercoralli, Turin, Einaudi, 2020,  (ISBN 9788806246419)